# Pseudolabrus miles
Pseudolabrus miles là một loài cá biển thuộc chi Pseudolabrus trong họ Cá bàng chài. Loài này được mô tả lần đầu tiên vào năm 1801.

## Từ nguyên
Từ định danh miles của loài trong tiếng Latinh có nghĩa là "người lính", hàm ý có lẽ đề cập đến sắc đỏ của loài này như màu quân phục ở thế kỷ 19.

## Phạm vi phân bố và môi trường sống
P. miles có phạm vi phân bố ở Tây Nam Thái Bình Dương. Đây là một loài đặc hữu của New Zealand, và được ghi nhận ở vùng biển xung quanh quốc đảo này, bao gồm cả quần đảo Three Kings, quần đảo Chatham, đảo Stewart và quần đảo Snares ở ngoài khơi.
P. miles sống xung quanh các rạn san hô và các bãi đá ngầm ở độ sâu khoảng từ 4 đến 40 m, nhưng thường được quan sát nhiều nhất ở độ sâu khoảng từ 10 m trở xuống.

## Mô tả
Chiều dài cơ thể tối đa được ghi nhận ở P. miles là 27 cm. Cá cái chuyển đổi giới tính thành cá đực khi đạt chiều dài khoảng 20 cm.
Cá trưởng thành có thân màu vàng phớt đỏ. Những cá thể nhỏ hơn (có thể là cá cái) có lưng màu vàng nhạt, thân dưới và bụng màu trắng, còn những cá thể có kích thước lớn hơn (thường là cá đực) lại sẫm đỏ ở lưng, thân dưới và bụng phớt vàng. Đầu và gáy phớt đỏ. Vảy viền đỏ. Các vây có màu vàng nhạt, riêng vây lưng và vây hậu môn có viền xanh óng. Cá cái chỉ có vây lưng mới có các hàng đốm đỏ, còn cá đực thì có đốm đỏ ở cả vây lưng và vây hậu môn.

## Hành vi và tập tính
Thức ăn của P. miles là các loài thủy sinh không xương sống, chủ yếu là động vật giáp xác. Chúng kiếm ăn bằng cách sử dụng răng nanh lớn để cào và xúc thức ăn từ đáy biển.
Loài này sinh sản vào thời điểm cuối đông đến đầu xuân (từ tháng 8 đến tháng 11). Cá con của P. miles còn có hành vi làm vệ sinh cho những loài cá khác.

### Trích dẫn
- B. C. Russell (1988). "Revision of the labrid fish genus Pseudolabrus and allied genera" (PDF). Records of the Australian Museum. Quyển 9. tr. 1–72.